# Mecodina metagrapta
Mecodina metagrapta là một loài bướm đêm trong họ Erebidae.